# Casa del Fascio
La Casa del Fascio (pronunciado [ˈkaːza del ˈfaːʃo] en italiano) es un edificio construido entre 1932 y 1936 en Como, Italia, para albergar la sede del Partido Fascista de la localidad. Fue proyectado por el arquitecto Giuseppe Terragni —por aquel entonces hermano del alcalde de Como— quien empezaría ya en 1928 a trabajar en el diseño. Con el cristal como un elemento fundamental en su estructura, de forma cúbica, ha sido considerada «como la aportación más destacada de Italia al Movimiento Moderno». Tiene cuatro plantas y está situada frente a la catedral de Como.
Las líneas y detalles del edificio tienen una carga altamente simbólica. Los interiores fueron decorados por el artista italiano Mario Radice, con numerosos retratos de Benito Mussolini, murales abstractos y simbología fascista; esta decoración interior sin embargo sería destruida en 1945, tras la caída de la República Social Italiana.